# 拓跋子推
拓跋子推（5世紀—477年8月5日），追尊魏景穆帝拓跋晃之子，生母尉椒房，拥有直勤头衔，北魏宗室、官员。

## 生平
太安五年夏四月乙巳（459年5月25日），拓跋子推被哥哥魏文成帝拓跋濬封为京兆王，后官至侍中、征南大将军、长安镇都大将。拓跋子推性格沉稳儒雅，善于安抚接纳，秦州雍州的人都佩服他的声威恩惠。和平六年冬季十月（465年），朝廷征召拓跋子推入朝。拓跋子推后来担任中都大官，审理案件获得他人称道。皇兴四年（470年），柔然可汗予成进犯北魏边境，九月丙寅（10月15日），魏献文帝拓跋弘派拓跋子推和东阳公元丕都督诸军出西道，与众将在女水之滨汇合，魏献文帝亲自誓众，挑选精兵五千人出战，柔然大败，逃奔三十余里，被斩首五万，一万余人投降。魏献文帝拓跋弘想將皇位禅让给叔叔拓跋子推，因为大臣极力劝谏，才传位给魏孝文帝元宏。魏孝文帝即位后，拓跋子推在承明元年十一月戊子（476年12月4日）出任侍中、征南大将军、开府仪同三司、青州刺史，拓跋子推还没到达青州，于太和元年七月壬辰（477年8月5日）在途中去世，谥号康。

## 家庭

### 夫人
- 渤海吴氏[17]，北魏冠军将军、建宁郡鲁郡二郡太守、南宫子吴迁之女[18]

### 子女
- 元太兴，北魏夏州刺史、卫尉卿、西河康王
- 元遥，北魏征北大将军、中护军、右光禄大夫、饶阳宣公
- 元恒芝，北魏车骑大将军、仪同三司、宣穆公
- 元泰安，北魏广平内史
- 元坦，北魏步兵校尉、城门校尉[18]
- 元某，北魏洛州刺史、武公[19]
- 元某，北魏侍中、特进、左光禄大夫、骠骑大将军、仪同三司、昌乐公[20]

## 延伸阅读
[在维基数据编辑]
 《魏書·卷19上》，出自魏收《魏书》
 《北史·卷017》，出自李延壽《北史》